# Stenogyne
Stenogyne  é um gênero botânico da família Lamiaceae

## Espécies
Composto por 129 espécies:
Stenogyne acuta Stenogyne adpressa Stenogyne adscendens
Stenogyne affinis Stenogyne alakaiensis Stenogyne alba
Stenogyne albimontis Stenogyne alternans Stenogyne ambiobtuta
Stenogyne angularis Stenogyne angustifolia Stenogyne bifida
Stenogyne biflora Stenogyne bracteosa Stenogyne calaminthoides
Stenogyne calvata Stenogyne calycosa Stenogyne campanulata
Stenogyne ciliata Stenogyne cinerea Stenogyne conscandens
Stenogyne cordata Stenogyne coriacea Stenogyne cranwelliae
Stenogyne crenata Stenogyne davisiae Stenogyne decumbens
Stenogyne deltoidea Stenogyne diantha Stenogyne diffusa
Stenogyne douglasii Stenogyne earina Stenogyne elliptica
Stenogyne elliptilobata Stenogyne fauriei Stenogyne flava
Stenogyne forbesii Stenogyne fruticosa Stenogyne fusca
Stenogyne glabrata Stenogyne gracilis Stenogyne haliakalae
Stenogyne hamakuaensis Stenogyne hawaiiensis Stenogyne hemidasys
Stenogyne hiloensis Stenogyne hirsutula Stenogyne hosakae
Stenogyne huluhuluensis Stenogyne humululaensis Stenogyne integra
Stenogyne kaalae Stenogyne kaaleae Stenogyne kamehamehae
Stenogyne kanehoana Stenogyne kauaiensis Stenogyne kealiae
Stenogyne kilaueae Stenogyne kipahuluensis Stenogyne konaensis
Stenogyne kukuiensis Stenogyne kulaensis Stenogyne lactea
Stenogyne laculata Stenogyne lanceolata Stenogyne latisepala
Stenogyne laevis Stenogyne lehuensis Stenogyne leptophylla
Stenogyne linearis Stenogyne longiflora Stenogyne longiloba
Stenogyne lutea Stenogyne macrantha Stenogyne mamanecola
Stenogyne meeboldii Stenogyne microphylla Stenogyne mollis
Stenogyne mollissima Stenogyne montana Stenogyne montideae
Stenogyne multiflora Stenogyne nahukuensis Stenogyne nelsonii
Stenogyne nigra Stenogyne novalimontis Stenogyne oblonga
Stenogyne ohiascandens Stenogyne olaaensis Stenogyne olowaluensis
Stenogyne oonoides Stenogyne ovata Stenogyne oxygona
Stenogyne oxyodonta Stenogyne parviflora Stenogyne pedunculata
Stenogyne pilosa Stenogyne pohakuloaensis Stenogyne pubicostata
Stenogyne purpurea Stenogyne recta Stenogyne remyi
Stenogyne repens Stenogyne retrorsa Stenogyne rhuakos
Stenogyne rockii Stenogyne rotundifolia Stenogyne rubra
Stenogyne rugosa Stenogyne scandens Stenogyne scrophularioides
Stenogyne semipilosa Stenogyne septentrionalis Stenogyne serrata
Stenogyne serpens Stenogyne serrulata Stenogyne sessilis
Stenogyne sherflii Stenogyne sororia Stenogyne subsessilis
Stenogyne subsessilis Stenogyne teres Stenogyne triangularis
Stenogyne vagans Stenogyne villosa Stenogyne viridialba
Stenogyne viridis Stenogyne volanica Stenogyne waimeana
Stenogyne warshaueri Stenogyne wilkesii

## Nome e referências
Stenogyne Bentham, 1830